# Chungdak Koren
Pour les articles homonymes, voir Koren.
Chungdak Koren (tibétain : ཆུང་བདག་ཀོ་རེན, Wylie : chung bdag ko ren), aussi appelée Chungdak Dawa Koren, née à Phari, dans le Tibet central le 12 avril 1950 et morte le 10 septembre 2024 à Oslo, est une infirmière et une femme politique tibétaine députée du Parlement tibétain en exil. 

## Biographie
Chungdak Koren étudie à l'école du couvent Saint-Joseph à Kalimpong et l'école de l'UCNL à Dehradun. Par la suite, entre 1967 et 1968, elle est bénévole à l'école tibétaine de transit à Dharamsala mis en place par le ministère de l'Éducation tibétain afin de répondre aux besoins éducatifs des enfants tibétains.
De 1968 à 1969, elle travaille comme gestionnaire de la société coopérative des réfugiés tibétains à Sonada près de Darjeeling.
En 1969, elle rejoint la Norvège avec une bourse pour étudier à l'université, puis suit une formation en soins infirmiers pendant trois ans à Oslo avec une année supplémentaire de spécialisation en dialyse. Elle travaille pendant 19 ans comme infirmière à l'hôpital de l'université d'Oslo. 
Elle est une fondatrice principale du comité norvégien pour le Tibet mis en place en 1988. En 1989, elle est nommée officiellement par le Bureau du Tibet de Londres en tant que coordinateur entre le Bureau du Tibet et le Comité Nobel pour la préparation du prix Nobel de la Paix décerné au dalaï-lama. Elle est également une fondatrice de la radio Voice of Tibet (VOT) de la Norvège en 1996 et continue à faire partie du conseil d'administration de VOT.
Du 5 septembre 1995 au 15 septembre 2001, elle est nommée représentante du dalaï-lama au Bureau du Tibet de Genève. Elle participe à organiser des réunions importantes, dont celle du dalaï-lama avec le Premier ministre italien Massimo D'Alema en 1999 et avec le ministre de l'Intérieur suisse Ruth Dreifuss en 2001. 
Elle participe à l’organisation du concert de Luciano Pavarotti pour aider l'éducation des enfants tibétains et sensibiliser l'UNESCO au financement de projets éducatifs pour les Tibétains. Le Concert pour le Cambodge et le Tibet du 6 juin 2000, coordonné par le Bureau du Tibet de Genève et Chungdak Koren pour la partie tibétaine est inauguré par le 14e dalaï-lama et Luciano Pavarotti, et leva 1 million de dollars américains pour les enfants tibétains.
En 2002, elle est l'une des organisatrices du Kalachakra à Graz, en Autriche. En 2003, elle figure dans le film documentaire La Roue du temps relatif à cette initiation de Kalachakra. 
Depuis 2002, elle est nommée directrice du comité norvégien pour le Tibet et est membre du conseil de la Campagne internationale pour le Tibet (Europe) depuis 2001. Elle est chargée d'organiser le 1er Congrès tibétain en Europe en Suisse.
En novembre 2008, elle reçoit le prix Ossietzky (en) décerné par le PEN de Norvège de pour son travail en faveur des droits de l'homme au Tibet.
Elle est élue en 2011 députée représentant la diaspora tibétaine en Europe au Parlement tibétain en exil. Wangpo Tethong la remplace le 6 mai 2014 après sa démission en mars pour raison de santé. À la suite d'un accident vasculaire cérébral, elle se rétablit et poursuit son travail pour la cause tibétaine.
Elle s'est battue pour que son frère soit libéré de prison et d'un camp de travail. Malgré ses multiples demandes,  elle n’a jamais obtenu de visa pour retourner au Tibet.